# Баларик ле Вје
Баларик ле Вје (фр. Balaruc-le-Vieux) је насеље и општина у јужној Француској у региону Лангдок-Русијон, у департману Еро која припада префектури Монпелије.
По подацима из 2011. године у општини је живело 2.091 становника, а густина насељености је износила 353,21 становника/km². Општина се простире на површини од 5,92 km². Налази се на средњој надморској висини од 12 метара (максималној 196 m, а минималној 0 m).

## Демографија
| 1962. | 1968. | 1975. | 1982. | 1990. | 1999. | 2011. |
| ----- | ----- | ----- | ----- | ----- | ----- | ----- |
| 475   | 533   | 521   | 701   | 1.065 | 1.802 | 2.091 |

График промене броја становника у току последњих година